# 동촌로 (대구)
동촌로(Dongchon-ro)는 대구광역시 동구 안심동 반야월삼거리에서 동구 입석동 입석네거리를 잇는 대구광역시의 도로이다.

## 주요 경유지
대구광역시
- 동구 (안심동 . 방촌동 . 동촌동)

## 노선
| 이름                | 접속 노선             | 소재지 | 소재지 | 비고 |
| ------------------- | --------------------- | ------ | ------ | ---- |
| 반야월삼거리        | 국도 제4호선 (화랑로) | 동구   | 안심동 |      |
| 용계삼거리          |                       | 동구   | 안심동 |      |
| 용호네거리          | 화랑로                | 동구   | 방촌동 |      |
| 방촌시장 교차로     | 동촌로45길 동촌로46길 | 동구   | 방촌동 |      |
| 동촌초등학교 교차로 | 해동로                | 동구   | 방촌동 |      |
| 동촌네거리          | 동촌로16길 동촌역사로 | 동구   | 방촌동 |      |
| 입석네거리          | 아양로                | 동구   | 동촌동 |      |
| 공항로와 직결       |                       |        |        |      |

## 주요 건물 및 시설
- 동대구 우체국 (동촌로 1/입석동 982-3)
- 경북지방우정청 (동촌로 1/입석동 982-3)
- 국민연금공단 동대구지자 (동촌로 1/입석동 982-3)
- 르노코리아 서비스동대구 정비사업소 (동촌로 7/입석동 953)
- 입석중학교 (동촌로 10/입석동 951)
- 미니스톱 대구입석타운점 (동촌로 32/입석동 933-2)
- GS25 대구입석점 (동촌로 46/입석동 930-6)
- KT 동촌빌딩 (동촌로 63/검사동 1016)
- S-OIL 영진주유소 (동촌로 86/검사동 990-25)
- 홈플러스 동촌점 (동촌로 127/검사동 908-5)
- 새마을금고 동촌새마을금고 제1지점 (동촌로 133/검사동 944-30)
- 동촌역 (동촌로 지하 167)
- GS25 대구동촌점 (동촌로 175/방촌동 1010-11)
- 동촌중학교 (동촌로 176/방촌동 1051-2)
- HD현대오일뱅크 남해토탈 주유소 본점 (동촌로 183-4/방촌동 1006-3)
- CU 대구해안역점 (동촌로 196/방촌동 1058)
- SK에너지 달구벌충전소 (동촌로 205/방촌동 919-7)
- 새마을금고 방촌새마을금고 본점 (동촌로 220/방촌동 1067-6)
- KT 동아텔레콤 방촌시장점 (동촌로 224/방촌동 1067-9)
- CU 방촌점 (동촌로 267/방촌동 871-20)
- 대구방촌우체국 (동촌로 242/방촌동 1089-14)
- 맥도날드 방촌DT점 (동촌로 243/방촌동 883-9)
- CU 방촌점 (동촌로 267/방촌동 871-20)
- 파리바게뜨 대구방촌역점 (동촌로 269/방촌동 858-23)
- iM뱅크 방촌지점 (동촌로 274/방촌동 1103-2)
- 방촌역 (동촌로 지하 275)
- GS25 동구동촌로점 (동촌로 290/방촌동 1113-132)
- S-OIL 방촌주유소 (동촌로 320/방촌동 1114-1)
- 농협 반야월농협 용계지점 (동촌로 332/용계동 420-2)
- 새마을금고 신평새마을금고 본점 (동촌로 337/용계동 778-9)
- HD현대오일뱅크 직영 동진주유소 (동촌로 355/용계동 1028-1)
- 기아 오토큐 용계점 (동촌로 356/용계동 1033)
- SK에너지 동대구고속 주유소 (동촌로 358/용계동 1034-1)
- 용계역 (동촌로 지하 383)
- 용계치안센터 (동촌로 390-1/용계동 1017-4)
- GS칼텍스 한대동부 주유소 (동촌로 445/용계동 916-1)